# María Gómez Carbonell
María Gómez Carbonell (La Habana, Cuba, 29 de junio de 1903 – Miami, Estados Unidos, 24 de mayo de 1988) fue una educadora, política y feminista cubana. Primera mujer senadora y ministra en Cuba.

## Carrera
Carbonell se graduó de doctora de Filosofía y Letras en la Universidad de La Habana, y formó parte del primer grupo de siete mujeres elegidas al Congreso, sirviendo en la Cámara de Representantes de 1936 a 1940. En 1940 se convirtió en la primera mujer electa al Senado, y en 1942 fue nombrada Ministra sin cartera en el gobierno de Fulgencio Batista, convirtiéndose en la primera mujer en un gabinete cubano. Fue fundadora de la Alianza Nacional Feminista en Cuba. María fue Ministra sin cartera en 1952 y senadora desde 1955 a 1959, durante la dictadura de Fulgencio Batista. Emigró a Estados Unidos en 1959, y fundó allí la Cruzada Educativa Cubana en 1962.